# Julius Høegh-Guldberg (politiker)
 Der er flere personer med dette navn, se Julius Høegh-Guldberg.
Christopher Julius Emil Høegh-Guldberg (15. marts 1842 i Aarhus – 6. december 1907 sammesteds) var en dansk overretssagfører og politiker, halvbroder til Emmerik, Frederik og Ove Christopher Høegh-Guldberg.

## Landbrugets advokat
Han var søn af oberst Julius Høegh-Guldberg og 2. hustru, blev student 1860 fra Aarhus Latinskole, tog 1867 juridisk embedseksamen og nedsatte sig 1869 som overretssagfører i sin fødeby.
Høegh-Guldberg blev især kendt som landbrugets advokat. 1870 blev han ansat han som sekretær i Aarhus Landboforening og blev 1879 også sekretær i Fællesforeningen af jyske Landboforeninger, i hvis stiftelse og senere udvikling han spillede en nøglerolle. Han var tillige sekretær i Det jyske Haveselskab, Det danske Fjerkræavlerselskab (stiftet 1891) og forretningsfører i Understøttelsesforeningen for trængende jyske Landmænd og deres Efterladte (fra 1881). Høegh-Guldberg var med til at udarbejdelse disse foreningers vedtægter, og i kraft af sine evner for administration blev han en af de ledende figurer i Jyllands landøkonomiske foreningsliv. Han var med til at tilrettelægge landmandsforsamlingerne i Aalborg (1883) og Randers (1894) på forbilledlig vis. Han var ydermere konsulent for Foreningen af danske Kirkeejere og statens tilsynshavende ved de mindre landejendomsbesidderes brandforsikring i Nørrejylland. Han blev Ridder af Dannebrog 1888 og Dannebrogsmand 1897.
I sine sidste år var han involveret i planlæggelsen af og forberedelserne til Landsudstillingen i Aarhus 1909.

## Folketingsmedlem
Fra 1898 til 1901 sad Høegh-Guldberg i Folketinget, valgt af det aarhusianske Højre. Han fik dog aldrig en væsentlig rolle på tinge.
Høegh-Guldberg blev gift 14. september 1870 i Aarhus med Johanne Christiane Buurmeister (21. eller 22. marts 1846 på Duelund - 3. november 1930 på Frederiksberg), datter af proprietær Frederik Vilhelm Buurmeister (ca. 1797-1851, gift 1. gang med Johanne Christiane Meibom, ca. 1790-1872; ægteskabet opløst 1842) og Anna Mørch Hahn (1817-1896).
Han er begravet i Aarhus, hvor relieffet på gravstenen er udført af Rasmus Andersen.